# Sahelspurv
Sahelspurv (latin: Passer luteus) er en fugleart, der lever i Sahel.